# 板桥镇 (凤阳县)
板桥镇，是中华人民共和国安徽省滁州市凤阳县下辖的一个乡镇级行政单位。

## 行政区划
板桥镇下辖以下地区：
板桥社区、二铺社区、岗子社区、余湾村、何铺村、周良村、水平村、桥西村、中心村、宴公新村、古城村、濠光村、浙塘村、双碑村、淮东村、头铺村、罗刘村和安乐村。